# Нью-Гейвен (Західна Вірджинія)
Нью-Гейвен (англ. New Haven) — місто (англ. town) в США, в окрузі Мейсон штату Західна Вірджинія. Населення — 1476 осіб (2020).

## Географія
Нью-Гейвен розташований за координатами 38°59′15″ пн. ш. 81°58′4″ зх. д. / 38.98750° пн. ш. 81.96778° зх. д. (38.987538, -81.967766).  За даними Бюро перепису населення США в 2010 році місто мало площу 3,37 км², з яких 2,85 км² — суходіл та 0,52 км² — водойми.

## Демографія
Згідно з переписом 2010 року, у місті мешкало 1560 осіб у 684 домогосподарствах у складі 449 родин. Густота населення становила 463 особи/км².  Було 765 помешкань (227/км²).
Расовий склад населення:
| - 97,9 % — білих - 0,4 % — чорних або афроамериканців - 0,3 % — корінних американців - 0,1 % — азіатів |

До двох чи більше рас належало 0,9 %. Частка іспаномовних становила 0,7 % від усіх жителів.
За віковим діапазоном населення розподілялося таким чином: 22,1 % — особи молодші 18 років, 58,6 % — особи у віці 18—64 років, 19,3 % — особи у віці 65 років та старші. Медіана віку мешканця становила 42,4 року. На 100 осіб жіночої статі у місті припадало 92,6 чоловіків;  на 100 жінок у віці від 18 років та старших — 87,5 чоловіків також старших 18 років.
Середній дохід на одне домашнє господарство  становив 48 201 долар США (медіана — 36 750), а середній дохід на одну сім'ю — 55 320 доларів (медіана — 42 391). За межею бідності перебувало 22,4 % осіб, у тому числі 29,7 % дітей у віці до 18 років та 17,5 % осіб у віці 65 років та старших.
Цивільне працевлаштоване населення становило 548 осіб. Основні галузі зайнятості: освіта, охорона здоров'я та соціальна допомога — 21,7 %, транспорт — 14,8 %, роздрібна торгівля — 14,1 %.